# 大浦守信
大浦 守信（おおうら もりのぶ）は、戦国時代の武士。大浦（後の津軽）為信の実父とされる人物。

## 略歴
大浦政信の次男として誕生。兄・為則が堀越城の武田氏を降すと、養子として同氏に入る。後に病弱な為則に代わって政務を取り仕切ったと言われている。
しかし、津軽氏の資料以外に確認できる記録がないこと、没年にも異説が多い事、更に実子とされる大浦為信（津軽氏の祖）が実は南部氏庶流の久慈氏出身であると言う説があることから、津軽氏が南部氏と為信との血縁関係を否定するために作られた架空の人物とする説もある。